# St. Helen’s
St Helen’s (kornisch: Enys Elidius) gehört zu den Scilly-Inseln und liegt 500 m nordwestlich von Teän und 1,5 km nordöstlich von Tresco. Der höchste Punkt der 20 Hektar großen, unbewohnten Insel liegt 42 m über dem Meeresspiegel.
Die Insel erhielt ihren Namen durch den heiligen Elidius, der hier im 8. Jahrhundert ein Kloster errichtete und auch in diesem begraben wurde. Ihm zu Ehren wurde eine Kapelle errichtet, die im frühen Mittelalter Wallfahrtsort war. 
St. Helen’s ist eine Site of Special Scientific Interest (SSSI) und wird durch den Isles of Scilly Wildlife Trust verwaltet. Wie auf den meisten Scilly-Inseln finden sich auch auf St. Helen’s mehrere Steingräber von unterschiedlicher Größe.

## Pesthaus
Das St. Helen’s Isolation Hospital ist eine 1764 gegründete Quarantäne-Station. Hier wurden Patienten behandelt, die in Old Grimsby oder in St. Helen’s an Land gingen. Von der Station sind heute lediglich die restaurierten Grundmauern und der dazugehörige Friedhof erhalten.